# Campbell (Missouri)
Campbell is een plaats (city) in de Amerikaanse staat Missouri, en valt bestuurlijk gezien onder Dunklin County.

## Demografie
Bij de volkstelling in 2000 werd het aantal inwoners vastgesteld op 1883.
In 2006 is het aantal inwoners door het United States Census Bureau geschat op 1855, een daling van 28 (-1,5%).

## Geografie
Volgens het United States Census Bureau beslaat de plaats een oppervlakte van
3,3 km², geheel bestaande uit land. Campbell ligt op ongeveer 96 m boven zeeniveau.

## Plaatsen in de nabije omgeving
De onderstaande figuur toont nabijgelegen plaatsen in een straal van 16 km rond Campbell.